# Leucophlebia xanthopis
Leucophlebia xanthopis är en fjärilsart som beskrevs av George Francis Hampson 1910. Leucophlebia xanthopis ingår i släktet Leucophlebia och familjen svärmare. Inga underarter finns listade i Catalogue of Life.